# Tejas (film)
 (janvier 2024).
La mise en forme du texte ne suit pas les recommandations de Wikipédia : il faut le « wikifier ».
Les points d'amélioration suivants sont les cas les plus fréquents. Le détail des points à revoir est peut-être précisé sur la page de discussion.
- Les titres sont pré-formatés par le logiciel. Ils ne sont ni en capitales, ni en gras.
- Le texte ne doit pas être écrit en capitales (les noms de famille non plus), ni en gras, ni en italique, ni en « petit »…
- Le gras n'est utilisé que pour surligner le titre de l'article dans l'introduction, une seule fois.
- L'italique est rarement utilisé : mots en langue étrangère, titres d'œuvres, noms de bateaux, etc.
- Les citations ne sont pas en italique mais en corps de texte normal. Elles sont entourées par des guillemets français : « et ».
- Les listes à puces sont à éviter, des paragraphes rédigés étant largement préférés. Les tableaux sont à réserver à la présentation de données structurées (résultats, etc.).
- Les appels de note de bas de page (petits chiffres en exposant, introduits par l'outil «  Source ») sont à placer entre la fin de phrase et le point final[comme ça].
- Les liens internes (vers d'autres articles de Wikipédia) sont à choisir avec parcimonie. Créez des liens vers des articles approfondissant le sujet. Les termes génériques sans rapport avec le sujet sont à éviter, ainsi que les répétitions de liens vers un même terme.
- Les liens externes sont à placer uniquement dans une section « Liens externes », à la fin de l'article. Ces liens sont à choisir avec parcimonie suivant les règles définies. Si un lien sert de source à l'article, son insertion dans le texte est à faire par les notes de bas de page.
- La présentation des références doit suivre les conventions bibliographiques. Il est recommandé d'utiliser les modèles {{Ouvrage}}, {{Chapitre}}, {{Article}}, {{Lien web}} et/ou {{Bibliographie}}. Le mode d'édition visuel peut mettre en forme automatiquement les références.
- Insérer une infobox (cadre d'informations à droite) n'est pas obligatoire pour parachever la mise en page.

Pour une aide détaillée, merci de consulter Aide:Wikification.
Si vous pensez que ces points ont été résolus, vous pouvez retirer ce bandeau et améliorer la mise en forme d'un autre article.
Pour les articles homonymes, voir Tejas.
Pour plus de détails, voir Fiche technique et Distribution.
Tejas est un film d'action et de suspense indien en langue hindi sorti en 2023, écrit et réalisé par Sarvesh Mewara et produit par Ronnie Screwvala. Le film met en scène Kangana Ranaut dans le rôle principal, ainsi que Anshul Chauhan et Varun Mitra dans des rôles secondaires.
Le film sort le 27 octobre 2023 avec des critiques majoritairement négatives,,,. Tejas  est devenu l'un des plus grands désastres du cinéma hindi au box-office dès les deux premiers jours de sa sortie,, la plupart des projections en salle sont annulées le jour de son ouverture,,. Il est ensuite sorti sur la plateforme de streaming ZEE5 le 5 janvier 2024.

## Synopsys
Tejas Gill, pilote de l'armée de l'air indienne, a pour mission de sauver un espion indien qui détient des informations très confidentielles, tout en luttant contre son passé tragique et ses souvenirs hantés.

## Distribution
- Kangana Ranaut : l'officier de la Force aérienne indienne Tejas Gill
- Anshul Chauhan ; Aafia
- Varun Mitra ; Ekveer
- Ashish Vidyarthi : le chef de le Force aérienne indienne, RK Panicker
- Vishak Nair : Prashant
- Kashyap Shangari : Vivek
- Sunit Tandon : le professeur d'Académie
- Rio Kapadia : le chef de la Research and Analysis Wing
- Mohan Agashe : le Premier ministre
- Mushtaq Kak : Khatooni
- Lovlesh Khaneja : le pilote pakistanais

## Production
Le tournage principal débute en août 2021. Le tournage se termine en novembre 2021.

## Promotion
Le 31 octobre 2023, après l'avoir visionné à Lucknow avec Kangana Ranaut, le  Ministre en chef de l'Uttar Pradesh, Yogi Adityanath, et le Ministre en chef de l'Uttarakhand, Pushkar Singh Dhami (en), tous deux membres du parti Indien Bharatiya Jantay, ont donné leur aval au film.
Kangana Ranaut a indiqué que Yogi Adityanath « a assuré qu'il nous protégerait nous et notre film de tous nos ennemis et éléments anti-nationalistes, et inciter les nationalistes à le regarder et se connecter à lui ». Elle a été critiquée pour avoir utilisé la politique afin d'influencer les gens à regarder le film.
Kangana Ranaut a également fait un tour à l'ambassade d'Israël pour promouvoir le film du conflit Hamas-Israël de 2023,, ce qui a également suscité des critiques,.

## Musique
La musique du film est composée par Shashwat Sachdev. Les paroles écrites par Kumaar, Folk-Lore et Shashwat Sachdev.

## Réception

### Box-office
Réalisé avec un budget de ₹70 crore (8,8 millions de dollar US), Tejas ne rapporte que ₹4.93 crore (620 000 $ US) en Inde, avec ₹0.67 crore (84 000 $ US) supplémentaires à l'étranger, pour un total mondial de ₹5.6 crore (700 000 $ US). Le film est devenu l'une des plus gros échec au box-office du cinéma hindi sur les marchés nationaux et étrangers au cours des deux premiers jours suivant sa sortie,,.

### Avis critique
Le film a reçu des critiques négatives,,. Sur le site agrégateur de critiques Rotten Tomatoes, Tejas un score de 10% basé sur 10 critiques et une note moyenne de 5/10.
Saibal Chatterjee de NDTV a attribué au film une note de 1 sur 5 et écrit : « Tejas est un film qui vole par dans une météo rude dès le départ et n'arrive jamais à se sortir de ses turbulences. Un thriller de combat aérien n'a jamais été aussi frustrant, qu'un conte de fée aérien ». Dhaval Roy deThe Times of India a donné une note de 3 étoiles sur 5, ajoutant : « Au fur et à mesure que l'histoire évolue, les séquences semblent abruptes, et on aurait souhaité une meilleure cohésion à l'écran. Cela étant dit, les choses deviennent intéressantes quand la scène de sauvetage principale commence, et le film offre quand même quelques scènes d'actions hautes en couleurs ». Il a félicité Ranaut pour avoir joué de « l'action avec autant de facilité que des scènes émotionnelles ».
Des critiques plus positives quoique mitigées sont venues de Samarth Goyal de Hindustan Times qui a décrit Tejas comme un film qui « vous emmène dans des montagnes russes à travers le ciel et la géopolitique", qui "réussit à créer des moments de tension et d'anticipation ». Le critique a qualifié la première moitié du film de "pièce de séquences discordantes", mais a mieux quoté le film dans sa seconde moitié pour avoir su « maintenir un ton louable qui ne vire jamais vers un territoire bruyant et chauvin ». Lachmi Deb Roy de Firstpost, qui a attribué au film 3 étoiles sur 5, a apprécié Ranaut et a déclaré que le film devenait intéressant dans la seconde moitié, mais manquait recherche approfondies.
Anuj Kumar, critique pour le journal indien The Hindu, a écrit que le film est « une suite bâclée qui n'a rien d'un film d'action et ne parvient pas à maintenir le caractère émotionnel" ». Zinia Bandyopadhyaye du magazine indien  India Today a donné au film une note de 2 étoiles sur 5 et l'a traité de terrain recouvert de cailloux et de confusion, sans aucune consistance. Le magazine indien spécialisé dans Bollywood, Filmfare a conclu: « Qu'alors que Tejas est une vaillante tentative pour défendre l'inclusion des femmes dans les rôles de combat, la nature incomplète du film atténue l'impact de son message ». Shubhra Gupta a décrit le film comme rempli d'« une série de moments de roulement des yeux" mais a fait l'éloge de Ranaut "dont les capacités d'acteur transparaissent même dans les scènes les plus faibles ». Jansatta a décrit le film dans sa critique comme manquant d'intrigue et tentant de prospérer sur des sentiments nationalistes.